# 양기방회
양기방회(楊岐方會, 992∼1049)는 중국 송나라 시대의 승려로, 석상초원의 제자이다. 임제종의 선사로 임제종 양기파를 개창하였다.
현재 우리나라 조계종은 넓게는 임제의현의 임제종 법맥이지만, 좁게는 양기방회의 임제종 양기파의 선풍을 잇고 있다.